# کاتسوهیرو یوزاکی
کاتسوهیرو یوزاکی (انگلیسی: Katsuhiro Yuzaki؛ زادهٔ ۸ ژانویهٔ ۱۹۴۴)  بازیکن هاکی روی چمن اهل ژاپن بود.
وی در مسابقات کشوری و بین‌المللی در مجموع برندهٔ ۱ مدال برنز شده‌است.